# Dicnemon pallidum
Dicnemon pallidum là một loài rêu trong họ Dicnemonaceae. Loài này được Hook. Sull. mô tả khoa học đầu tiên năm 1859.